# 昭通东站
昭通东站是新建渝昆高速铁路的站点之一。它位于中华人民共和国云南省昭通市城区东侧约4公里，昭通机场和渝昆高速公路东侧。规划中的主要途径线路包括渝昆高速铁路、六昭威城际铁路等。